# ۱۷ اسفند
۱۷ اسفند سیصد و پنجاه و سومین روز سال از گاه‌شماری خورشیدی است. به پایان سال ۱۲ روز (۱۳ روز در سال کبیسه) مانده‌است.

## رویدادها
- ۱۱۰۰ - نبرد گلون‌آباد
- ۱۱۰۰ - آغاز سقوط اصفهان
- ۱۳۵۷ - تظاهرات ۱۷ اسفند ۱۳۵۷
- ۱۳۶۳ - بمباران هوایی پیرانشهر در جریان جنگ ایران و عراق و مرگ ۹۰ تن از اهالی شهر[۱]
- ۱۳۸۹ - تظاهرات ۱۷ اسفند ۱۳۸۹ جنبش سبز
- ۱۳۹۰ - بنیان‌گذاری شورای‌عالی فضای مجازی
- ۱۳۹۲ - دیدار گوهر عشقی با کاترین اشتون در سفارت اتریش در ایران

## زادروزها
- ۱۳۴۱ - ژرژ هاشم‌زاده، بازیگر
- ۱۳۵۸ - سید حسن آقامیری، روحانی و سخنران

## درگذشت‌ها
- ۱۳۵۷ - جعفرقلی صدری، رئیس شهربانی ایران در دوران دودمان پهلوی
- ۱۳۶۲ - محمدابراهیم همت، از فرماندهان سپاه پاسداران انقلاب اسلامی
- ۱۳۶۸ - حسین قوامی، خواننده
- ۱۳۷۱ - احمد عبادی، موسیقی‌دان
- ۱۳۸۹ - محمود روح‌الامینی، مردم‌شناس
- ۱۳۸۹ - امیرمسعود برومند، بازیکن فوتبال
- ۱۳۹۸ - هوشنگ ظریف، موسیقی‌دان
- ۱۳۹۸ - فاطمه رهبر، نماینده دوره یازدهم مجلس شورای اسلامی از حوزه انتخابیه تهران، ری، شمیرانات، اسلامشهر و پردیس